# Peel It Back Tour
El Peel It Back Tour es una gira de conciertos de la banda estadounidense de rock industrial Nine Inch Nails, formada por Trent Reznor y Atticus Ross, y a la que se unen Robin Finck, Alessandro Cortini e Ilan Rubin, miembros de gira de larga trayectoria. La gira comenzó el 15 de junio de 2025 en Dublín (Irlanda), con fechas adicionales en Europa, Estados Unidos y Canadá. Es la primera gira de la banda desde sus conciertos en Estados Unidos y el Reino Unido en 2022. Boys Noize es el telonero de todos los conciertos de la gira.
Después de que Reznor y Ross se centraran en componer bandas sonoras para películas, planearon plasmar su inspiración creativa en un nuevo trabajo de Nine Inch Nails. Se esperaba un nuevo proyecto de Nine Inch Nails desde diciembre de 2024, y las filtraciones sobre las fechas de los conciertos comenzaron a mediados de enero de 2025 hasta que la banda confirmó su gira, pero el anuncio se retrasó debido a los incendios forestales en Los Ángeles. Posteriormente confirmaron fechas con una etapa europea que comenzó en junio y terminó en julio. y una etapa norteamericana que comenzó en agosto y terminó en septiembre.
De su discografía, las bandas interpretaron tanto sus principales éxitos como temas de fondo, y los conciertos se dividieron entre un escenario principal y uno secundario. La puesta en escena del concierto mostró imágenes de lluvia, siluetas en movimiento y dramáticas caídas de telón, con grabaciones realizadas con cámara en mano y pantallas 3D proyectadas sobre tela translúcida. La crítica elogió la maestría de las canciones seleccionadas, las emotivas interpretaciones y la colaboración de Boys Noize.

## Trasfondo
En abril de 2024, Nine Inch Nails anunció numerosos proyectos a través de la nueva compañía multimedia With Teeth, incluyendo un festival de música, un nuevo álbum, un cortometraje y un videojuego. En agosto, anunciaron que la banda compondría la banda sonora de Tron: Ares (2025) de Disney, la primera banda sonora de Trent Reznor y Atticus Ross en la que se menciona el nombre de Nine Inch Nails, tras más de una docena de trabajos previos. Tras centrarse más en la banda sonora de películas, Reznor indicó en diciembre de 2024 que él y Ross estaban «tomando la inspiración que habían obtenido y canalizándola en un proyecto de Nine Inch Nails», y que el dúo estaba listo para volver a tomar las riendas. Reznor explicó que el material publicado por «Nine Inch Nails» había sido su trabajo en relación con el espíritu de la época, con el que se sentía menos conectado a medida que envejecía, pero dijo que este propósito estaba cambiando, y que más allá de la banda sonora de Tron, reflexionaba que otras actividades de Nine Inch Nails en 2025 no estaban descartadas.
Los planes para una gira titulada «Peel It Back» se filtraron el 13 de enero de 2025; el título aludía a la canción de la banda «March of the Pigs» de The Downward Spiral (1994). Estas filtraciones indicaban conciertos en agosto y septiembre en Estados Unidos, Canadá y Europa; una fecha para el 10 de septiembre en el Amalie Arena de Tampa (Florida), sugería que las entradas saldrían a la venta a partir del 17 de enero. Las filtraciones incluían un anuncio de Ticketmaster para la fecha de Tampa, con numerosas ubicaciones de conciertos en Estados Unidos, así como en Toronto (Canadá) y Mánchester (Inglaterra). El día 14, la banda confirmó su gira, con más detalles próximamente, pero su anuncio se suspendió debido a los incendios forestales simultáneos en Los Ángeles. El Peel It Back Tour marcaría la primera gira de la banda desde la finalización de sus conciertos en Estados Unidos y el Reino Unido en 2022. Las filtraciones en línea indicaron las fechas de la gira por Norteamérica, con conciertos en Brooklyn, Tampa, Atlanta, Raleigh, Filadelfia, Toronto y Cleveland; así como las fechas de la gira por Europa, con conciertos en Mánchester y Londres.
El 22 de enero de 2025, Nine Inch Nails anunció las fechas de la gira: una gira europea que comenzaría en junio en Dublín y terminaría en julio; y una gira por Norteamérica que comenzaría en agosto y terminaría en septiembre en Los Ángeles. La gira incluye conciertos en estadios y paradas en festivales de música europeos, y las entradas saldrán a la venta el 29 de enero de 2025. Se añadieron tres conciertos más a la gira el 29 de enero, que saldrán a la venta el 31. El 5 de marzo, Nine Inch Nails anunció que Boys Noize, que completó el álbum de remezclas Challengers (MIXED) para su banda sonora de 2024 de la película Challengers, abriría para la banda en cada show del Peel It Back Tour. En el show de apertura del 15 de junio en Irlanda, se reveló la formación de la banda que, junto con Reznor y Ross, incluía a Robin Finck, Alessandro Cortini e Ilan Rubin.

## Fechas de la gira
| Feha (2025)            | Ciudad           | País           | Lugar / festival           |
| ---------------------- | ---------------- | -------------- | -------------------------- |
| 15 de junio            | Dublín           | Irlanda        | 3Arena                     |
| 17 de junio            | Mánchester       | Inglaterra     | Co-op Live                 |
| 18 de junio            | Londres          | Inglaterra     | The O2                     |
| 20 de junio            | Cologne          | Alemania       | Lanxess Arena              |
| 21 de junio            | Dessel           | Belgica        | Graspop Metal Meeting^     |
| 24 de junio            | Milan            | Italia         | Parco Musica Milano        |
| 26 de junio            | Zürich           | Suiza          | Hallenstadion              |
| 27 de junio            | Vienna           | Austria        | Wiener Stadthalle          |
| 29 de junio            | Amsterdam        | Nueva Zelanda  | Ziggo Dome                 |
| 1 de julio             | Berlin           | Alemania       | Uber Arena                 |
| 3 de julio             | Gdynia           | Polonia        | Open'er^                   |
| 5 de julio             | Roskilde         | Dinamarca      | Roskilde Festival^         |
| 7 de julio             | Paris            | Francia        | Accor Arena                |
| 8 de julio (cancelado) | Lyon             | Francia        | LDLC Arena                 |
| 11 de julio            | Madrid           | España         | Mad Cool^                  |
| 12 de julio            | Oeiras           | Portugal       | NOS Alive^                 |
| 6 de agosto            | Oakland          | Estados Unidos | Oakland Arena              |
| 8 de agosto            | Portland         | Estados Unidos | Moda Center                |
| 10 de agosto           | Vancouver        | Canadá         | Rogers Arena               |
| 12 de agosto           | Seattle          | Estados Unidos | Climate Pledge Arena       |
| 14 de agosto           | West Valley City | Estados Unidos | Maverik Center             |
| 15 de agosto           | Denver           | Estados Unidos | Ball Arena                 |
| 17 de agosto           | Saint Paul       | Estados Unidos | Xcel Energy Center         |
| 19 de agosto           | Chicago          | Estados Unidos | United Center              |
| 20 de agosto           | Chicago          | Estados Unidos | United Center              |
| 22 de agosto           | Detroit          | Estados Unidos | Little Caesars Arena       |
| 23 de agosto           | Toronto          | Canadá         | Scotiabank Arena           |
| 26 de agosto           | Baltimore        | Estados Unidos | CFG Bank Arena             |
| 27 de agosto           | Philadelphia     | Estados Unidos | Wells Fargo Center         |
| 29 de agosto           | Boston           | Estados Unidos | TD Garden                  |
| 31 de agosto           | Cleveland        | Estados Unidos | Rocket Mortgage FieldHouse |
| 2 de septiembre        | Brooklyn         | Estados Unidos | Barclays Center            |
| 3 de septiembre        | Brooklyn         | Estados Unidos | Barclays Center            |
| 5 de septiembre        | Raleigh          | Estados Unidos | Lenovo Center              |
| 6 de septiembre        | Nashville        | Estados Unidos | Bridgestone Arena          |
| 9 de septiembre        | Duluth           | Estados Unidos | Gas South Arena            |
| 10 de septiembre       | Tampa            | Estados Unidos | Amalie Arena               |
| 12 de septiembre       | Houston          | Estados Unidos | Toyota Center              |
| 13 de septiembre       | Fort Worth       | Estados Unidos | Dickies Arena              |
| 16 de septiembre       | Phoenix          | Estados Unidos | Footprint Center           |
| 18 de septiembre       | Los Angeles      | Estados Unidos | Kia Forum                  |
| 19 de septiembre       | Los Angeles      | Estados Unidos | Kia Forum                  |

Notas
- ^ Indica una fecha de festival de música europeo[10]